# 이매뉴얼 와뇨니
이매뉴얼 와뇨니(영어: Emmanuel Wanyonyi, 2004년 8월 1일~)는 케냐의 육상 선수로 주 종목은 중거리 달리기로 특히 800m 경기에 출전하고 있다. 2024년 하계 올림픽 남자 800m 종목에서 금메달을 획득했고 세계 선수권 대회 800m 은메달 1개를 획득했다.